# Roeperocharis alcicornis
Roeperocharis alcicornis är en orkidéart som beskrevs av Friedrich Fritz Wilhelm Ludwig Kraenzlin. Roeperocharis alcicornis ingår i släktet Roeperocharis och familjen orkidéer. Inga underarter finns listade i Catalogue of Life.

## Bildgalleri

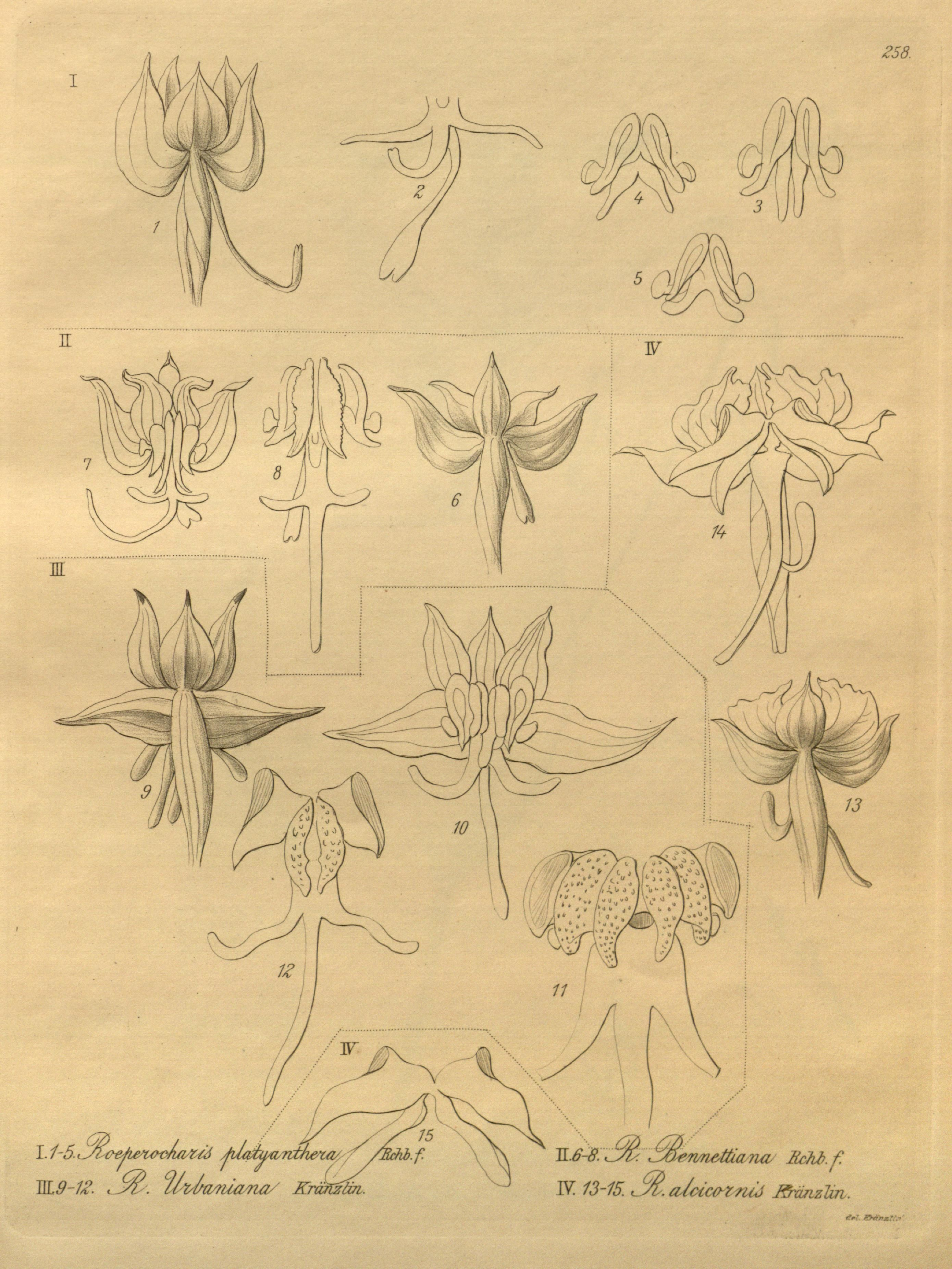